# Prismatomeris connata
Prismatomeris connata är en måreväxtart som beskrevs av Y.Z.Ruan. Prismatomeris connata ingår i släktet Prismatomeris och familjen måreväxter.

## Underarter
Arten delas in i följande underarter:
- P. c. connata
- P. c. hainanensis